# Marshall Howard Saville
Marshall Howard Saville (1867-1935) fue un arqueólogo estadounidense. Nació en Rockport (Massachusetts). Estudió antropología en la Universidad de Harvard entre 1889 y 1894, y se incorporó al trabajo de campo bajo la dirección de Frederic Ward Putnam. En compañía de este arqueólogo realizó importantes contribuciones para conocer a los pueblos llamados constructores de montículos (Mound builder people, en inglés), que ocuparon el sur de Ohio antes de la llegada de los europeos. Después de 1903 fue profesor de arqueología americana en la Universidad de Columbia. Fue director del Museo Nacional de los Indios Americanos, del Centro George Gustav Heye, de la Fundación Heye en Nueva York.
De 1927 a 1928 fue presidente de la Asociación Estadounidense de Antropología.
Entre otros trabajos, Saville condujo exploraciones en Ecuador, Colombia y Honduras. En México participó en exploraciones en yacimientos arqueológicos de la cultura olmeca. De hecho, se le atribuye el haber creado el término olmeca que se volvió de uso común para referirse a este pueblo.